# Que la bête meure (film, 1952)
Pour les articles homonymes, voir Que la bête meure.
Pour plus de détails, voir Fiche technique et Distribution.
Que la bête meure (La bestia debe morir) est un film argentin réalisé par Román Viñoly Barreto et sorti en 1952.
C'est une adaptation d'un roman de Cecil Day-Lewis (sous le pseudonyme de Nicholas Blake), qui a également été adapté par Claude Chabrol en 1969 sous le titre Que la bête meure

## Synopsis
Afin de retrouver le chauffard qui a tué son fils, le père de la victime se sert de son pseudonyme d'écrivain de romans policiers. Après avoir séduit la belle-soeur du meurtrier qui est actrice de cinéma, il réussit à être invité chez lui et déroule son implacable vengeance. 

## Fiche technique
- Titre : Que la bête meure
- Titre original : La bestia debe morir
- Réalisation : Román Viñoly Barreto
- Scénario : Narciso Ibáñez Menta, Román Viñoly Barreto d'après Que la bête meure de Cecil Day-Lewis
- Musique : Silvio Vernazza
- Photographie : Alberto Etchebehere
- Montage : José Serra
- Production : Laura Hidalgo et Narciso Ibáñez Menta
- Production : Argentina Sono Film
- Pays :  Argentine
- Genre : Thriller
- Durée : 95 minutes (ou 104 minutes)[2]
- Date de sortie :
  - Argentine : 28 mai 1952

## Distribution

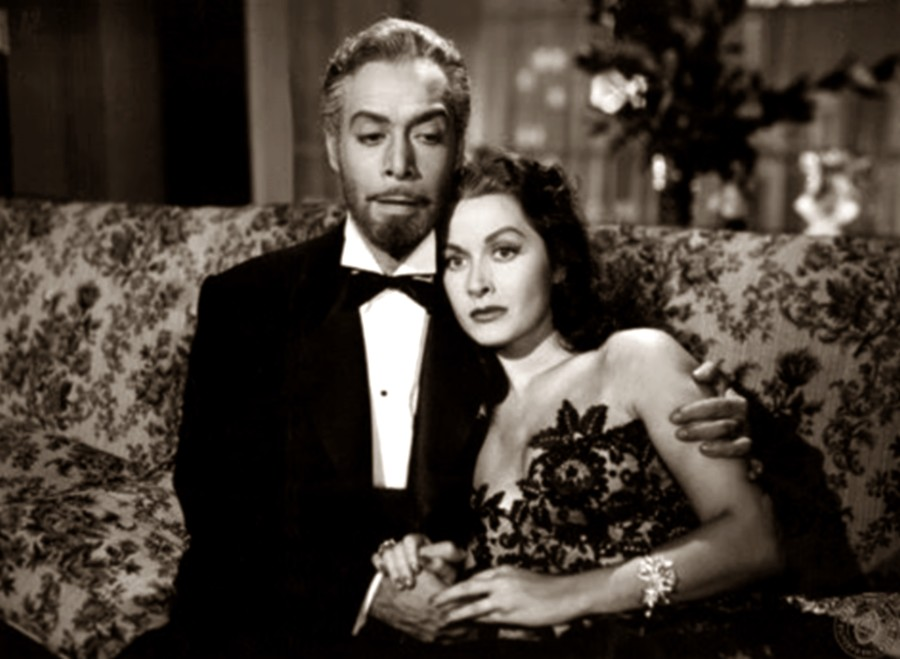
Narciso Ibáñez Menta et Laura Hidalgo dans une scène du film.

- Narciso Ibáñez Menta : Frank Carter, alias Felix Lane
- Laura Hidalgo : Linda Lawson
- Guillermo Battaglia (es) : Jorge Rattery
- Josefa Goldar (es) : Violeta Rattery, soeur de Linda et épouse de Jorge
- Humberto Balado : Ronnie Hershey, le fils de Violeta né d'une précédente union
- Nathán Pinzón : Carpax, l'associé de Jorge
- Beba Bidart :	Rhoda Carpax
- Milagros de la Vega (es) : la senora Rattery, mère de Jorge
- Ernesto Bianco (es) : Nigel Strangeways (en), l'avocat
- Jesús Pampín (es) : l'inspecteur Blount
- Amalia Bernabé (es) : Matilde
- Gloria Ferrandiz (es) : la femme de la cabane
- Ricardo Argemí (es) : le général Dixon
- Eduardo Moyano : Martie Carter, le fils de Frank
- Warly Ceriani : Guilder, le domestique
- Ángel Eleta : la danseuse sur le tournage
- Marcelo Lavalle : l'assistant sur le tournage
- Rafael Salvatore : un homme au bar

## Commentaires
Comme l'a fait Claude Chabrol après lui, le réalisateur Román Viñoly Barreto utilise le thriller de Cecil Day-Lewis pour critiquer la grande bourgeoisie argentine.
La narration est totalement différente de celle de Chabrol par l'utilisation du flashback qui débute après le crime, alors que celui de Chabrol est linéaire et se termine par le crime.